# Blackwall
Blackwall es un barrio del municipio londinense de Tower Hamlets. Se encuentra a unos 9 km (5,6 mi) al este de Charing Cross, Londres, Reino Unido. Según el censo de 2011 contaba con una población de 19461 habitantes.